# Discocyrtus rarus
Discocyrtus rarus is een hooiwagen uit de familie Gonyleptidae.